# Синтаксична сіль
Синтаксична сіль (англ. syntactic salt) — практика у програмуванні, яка вимагає від програміста написання більшого об'єму коду задля надлишкового підтвердження того, що він робить, таким чином зменшуючи шанси на майбутні помилки та неточності. На відміну від «синтаксичного цукру», який розширює свободу вираження програміста, «синтаксична сіль» її звужує, вимагаючи «без причини» писати довгі конструкції. Основне призначення — ускладнення написання неякісного коду.
В Jargon File написано: «синтаксична сіль шкідлива, оскільки підвищує артеріальний тиск хакера». Однак «промисловим» програмістам, які часто перевантажені рутинною роботою і які не дотягують кваліфікацією до хакерів, «синтаксична сіль» допомагає не помилятися.

## Приклади
- Директива override в Delphi: при зміні в базовому класі програміст буде змушений внести ті ж зміни в класи-нащадки, інакше програма не буде компілюватися.
- Операція reinterpret_cast в C++: як нагадування, що подібне перетворення типів є небезпечним.